# Canto cristiano
Il canto cristiano riveste un ruolo fondamentale nella storia della musica occidentale. Alla sua fase primordiale fa riferimento la documentazione musicografica più antica: in esso è possibile riscontrare gli archetipi della cultura musicale occidentale, fra i quali la scala di sette suoni e la proporzione binaria o ternaria dei valori ritmici.

## Nascita della tradizione musicale cristiana

### Il rapporto con la grecità
Da una parte, la musica dei romani era strettamente legata alle feste e agli spettacoli pagani e, perciò, non consone alla nuova religione che stava diffondendosi rapidamente in tutto l'impero, il Cristianesimo. D'altro canto, sul piano speculativo, le tradizioni filosofiche del neoplatonismo e del neopitagorismo, giunte a Roma attraverso la cultura ellenistica e alessandrina, ebbero nei secoli del tardo impero un peso determinante, e la loro influenza fu assai forte sul pensiero dei teorici e dei pensatori del tempo. Le esigenze musicali erano strettamente determinate dalla nuova liturgia cristiana: pertanto, mentre il modello teorico offerto dalla tradizione greca era ormai del tutto scisso dalla prassi artistica e ridotto a pura speculazione, i modelli tradizionali si presentavano del tutto inadeguati alle nuove esigenze della liturgia cristiana. Il problema era quello di creare una tradizione musicale 'nuova' - benché non in contrasto con il modello greco - capace di unificare la christianitas che veniva a sovrapporsi e a sostituire il grande impero. Così come avvenne anche in altri campi della cultura, i cristiani volevano essere i continuatori della cultura ellenistica e classica, la quale, nei suoi filosofi e pensatori più illuminati, avrebbe - secondo il pensiero dell'epoca - già intravisto e preconizzato le verità della rivelazione; compito della nuova fede sarebbe stato l'esplicitare e il portare pienamente alla luce le verità già latenti nel vecchio mondo.
Così, la teoria musicale dei greci non doveva essere rigettata in quanto ideata da pagani; al contrario, essa andava ripensata ed adeguata alle nuove esigenze, con l'intento di mostrarne la continuità con la moderna prassi musicale. Testi come il 'De Musica' di Boezio furono fondamentali a questo scopo.

### Il linguaggio musicale dei primi cristiani
Per capire come si sia originato e sviluppato il canto cristiano - si deve ricostruire la storia del Cristianesimo a partire dalla distruzione di Gerusalemme, avvenuta nel 70 d.C.
In seguito a questo avvenimento storico, gli ebrei si dispersero in tutti i paesi del bacino del Mediterraneo. La maggior parte degli ebrei mantenne la fedeltà alla religione ebraica; alcuni si convertirono al cristianesimo. Fu grazie a questi ultimi che il messaggio di Gesù Cristo si diffuse tra le popolazioni dell'impero romano. È ragionevole supporre che la prima liturgia cristiana fosse pesantemente influenzata dal retaggio sinagogale. Il musicologo lettone Bramo Idelsohn individuò nei documenti tracce dei due stili sui quali era fondata la tradizione musicale ebraica: la cantillazione e lo jubilus. Si tratta della prova più cogente per affermare - con certezza storiografica - che la prassi musicale cristiana deriva dalla tradizione ebraica e non da quella greca.
Nel 313, l'Editto di Costantino riconobbe la libertà di culto ai cristiani. Successivamente, nel 391, Teodosio I proibì i culti pagani nell'impero.
I rapporti fra Roma e Bisanzio, a seguito del crollo dell'impero, si fanno sempre più difficili e si protraggono per secoli, sino a determinare nel 1054 lo scisma tra l'Occidente e l'Oriente. Così, mentre in Oriente si afferma la religione cristiana ortodossa, in lingua greca, che farà capo al patriarca di Costantinopoli (poi ribattezzata Istanbul), in Occidente, la tradizione cristiana sarà legata al canto e alla liturgia in lingua latina, poi chiamati gregoriani.
Nelle più importanti città dell'impero romano d'Occidente si costituirono delle diocesi che facevano capo ad un vescovo. Alla diocesi di Roma, ad esempio, faceva capo il vescovo di Roma che era anche il capo della cristianità, cioè il Papa.
Durante l'Alto Medioevo, i collegamenti tra i vari centri dell'impero romano erano molto limitati. Si determina, così, una frantumazione della liturgia e del canto cristiano, dunque in ciascuna sede si sviluppano una liturgia e un canto autonomo, ai quali successivamente vennero dati dei nomi. Ad esempio, a Milano si svilupperà la liturgia ambrosiana, dal nome del vescovo di Milano, sant'Ambrogio. A Roma si sviluppò il canto romano antico; in Gallia si sviluppò il canto gallicano; in Spagna il canto mozarabico.

## Lo sviluppo del canto cristiano nel Medioevo

### La nascita del cosiddettocanto gregoriano
A metà del Novecento vi fu un dibattito sulle origini del canto gregoriano. L'ipotesi dominante fu l'unificazione del canto liturgico da parte del papa Gregorio I. Studi successivi hanno permesso di ricostruire la verità: tutto nasce quando il papa Stefano II, preoccupato dalla minaccia dei Longobardi, chiese aiuto al re dei Franchi, Pipino il Breve. Nel 730 papa Stefano II scoprì che, a Parigi, non si cantava il canto romano antico, ma un canto peculiare, forse con origini ebraiche come quello romano, ma con caratteristiche diverse. Il papa chiese a Pipino il Breve di imporre il canto romano antico in Gallia, cioè nel regno dei Franchi. Tuttavia, a causa della mancanza di una scrittura, il risultato di questo tentativo d'imposizione fu una contaminazione fra canto romano antico e canto gallicano, in seguito alla quale nacque il canto gallico-romano o versione franca del canto romano antico.
Nel 773 Carlo Magno scese in Italia e sconfisse i Longobardi. Nell'800 venne incoronato, da papa Leone III, imperatore del Sacro Romano Impero. Un elemento essenziale della politica religiosa del nuovo imperatore fu l'unificazione della liturgia, e in particolare del canto liturgico, in tutto il territorio del Sacro Romano Impero. Il risultato fu l'imposizione a tutta la cristianità latina non tanto del canto romano antico, ma della versione franca del canto romano. Per questo motivo, a Roma si ha prima il canto romano antico, poi un periodo di convivenza tra il canto romano antico e la versione franca del canto romano (quello che poi sarà chiamato "gregoriano") e, infine, la supremazia del canto gallico-romano.
Il canto proposto all'intera cristianità occidentale, successivamente, venne chiamato "canto gregoriano", perché ricondotto all'autorità di papa Gregorio I. Quest'attribuzione rientrava nel progetto culturale della rinascenza carolingia, all'interno del quale va inserita anche l'imposizione del canto gallico-romano e la sua presentazione come prodotto da papa Gregorio I. Nell'epoca carolingia (IX secolo) venne scritta una biografia di papa Gregorio I da Giovanni Diacono, all'interno del quale si diceva che il papa Gregorio I aveva unificato i testi dei canti cristiani (il canto "gregoriano") in una raccolta detta Antiphonarius cento e aveva fondato la Schola Cantorum della chiesa di Roma, con il compito di diffondere e conservare i canti del repertorio, senza contaminazione. Recentemente, la critica storica ha dimostrato che queste attribuzioni erano infondate; i primi saggi di notazione sono posteriori di oltre due secoli alla morte di papa Gregorio e nessuna scuola esisteva quando egli era papa.

### Stili e modi di esecuzione nella tradizione medievale
La liturgia cristiana si divide in:
- Liturgia delle ore (o Officium): scandisce la giornata in ore canoniche (dal mattutino al vespro) ed è cantata soprattutto nei monasteri. Il mattutino e il vespro coinvolgevano, di norma, anche la popolazione. Durante le ore si cantavano soprattutto gli inni, canti su testi extrabiblici, importati dall'Oriente in Occidente, dove furono diffusi grazie all'opera di sant'Ambrogio, quindi, soprattutto nella provincia ecclesiastica dell'arcidiocesi di Milano, in origine corrispondente a tutta l'Italia nord-occidentale. Gli inni erano strofici: la melodia della prima strofa si ripeteva per tutte le altre strofe; erano canti molto orecchiabili, che piacevano molto ai fedeli e, pertanto, contrastati dalla Chiesa che, alla fine, fu costretta ad ammetterli nel proprio repertorio ufficiale. Fanno tuttora parte del repertorio ufficiale della Chiesa cattolica;
- Celebrazione eucaristica: prevede testi biblici che appartengono al Proprium missae e all'Ordinarium Missae. I primi cambiano da un giorno all'altro dell'anno liturgico e sono l'introito, il graduale, l'alleluja, la sequenza, l'offertorio, la communio e la postcommunio. I secondi rimangono fissi per tutto l'anno liturgico e sono il Kyrie, il Gloria, il Credo, il Sanctus e Agnus Dei.

Inizialmente, i testi del proprium missae e dell'ordinarium missae ebbero gli stessi stili quali l'accentus che deriva dalla cantillazione, una recitazione intonata del salmo su una nota ribattuta; il canto allelujatico che deriva dallo jubilus, ed è un lungo vocalizzo, generalmente concentrato soprattutto sulla "a" finale dell'alleluja, ma che può presentarsi anche nel corso dello stesso alleluja. Nasce con l'idea di esaltazione di Dio che passa proprio attraverso la fioritura virtuosistica; il concentus, una melodia che si espandeva liberamente, anche con intervalli ampi. Il concentus viene anche detto semisillabico perché, mentre l'accentus aveva una nota per ogni sillaba, il concentus può presentare più note per ogni sillaba.
Per quanto riguarda invece le modalità di esecuzione, queste potevano essere: antifonari, responsoriali o allelujatiche. 
1. Nella salmodia in directum o direttanea, i fedeli cantavano tutti insieme;
2. Nella salmodia antifonale, i fedeli si dividevano in due gruppi, ciascuno dei quali recitava un versetto diverso. C'era alternanza fra due gruppi di cantori;
3. Nella salmodia responsoriale, il solista cantava il versetto e l'assemblea rispondeva con un ritornello sempre uguale, cantato in alternanza fra solista e coro.

Ad un certo punto si produsse una sorta di attrito tra la Chiesa e il bisogno di creatività. Questo perché la Chiesa, una volta imposto il canto gregoriano all'intero mondo occidentale, pretese che questo venisse accettato quasi come un testo sacro, come la Bibbia e il canto fu considerato immutabile.
Nacquero trucchi per inventare qualcosa di nuovo, senza apparentemente toccare il canto gregoriano. Si trattava di due nuove forme: i tropi e le sequenze.
1. I tropi nascono come interpolazione, all'interno di un testo sacro, di parti nuove, sia di testo che di musica che, apparentemente, non toccavano il testo sacro, ma che, in realtà, producevano un canto nuovo. Il punto di arrivo di questo processo di tropatura fu il cosiddetto Tropo di complemento, cioè parti che venivano messe prima e dopo il canto. Bastò semplicemente staccare queste parti dai canti per creare nuovi canti.
2. Un altro procedimento di invenzione camuffata fu la sequenza, che fu ancora più sofisticata perché l'invenzione era meglio camuffata. Si prendeva lo jubilus allelujatico, cioè il vocalizzo che si faceva sulla "a" finale dell'alleluja, si staccava dal canto originario e ad esso veniva applicato un nuovo testo. Questo jubilus melismatico diventava, così, un canto sillabico, perché, applicando un testo sullo jubilus, il canto diventava sillabico. La motivazione che venne data a quest'operazione fu di tipo mnemonico. Si disse che si applicava questo testo per facilitare il ricordo delle note del vocalizzo. In realtà, quest'applicazione produsse un canto del tutto nuovo.

Tuttavia, nella riorganizzazione della musica, l'evento più importante fu l'introduzione del principio, estraneo al canto gregoriano, della ripetizione. Consiste nella possibilità di ripetere una stessa sezione musicale. L'effetto conseguente dell'applicazione di questo principio sarà un capovolgimento del rapporto fra testo e musica. Nel canto gregoriano, infatti, la musica era una sorta di amplificazione emotiva del testo sacro, del testo biblico. Qui, invece, la musica esiste prima del testo, ma acquista una sua autonomia; viene, insomma, introdotta una logica compositiva diversa.
In un certo senso si può dire che la sequenza rappresenta veramente un fatto assolutamente nuovo.

### La teoria: i modi (o toni) ecclesiastici

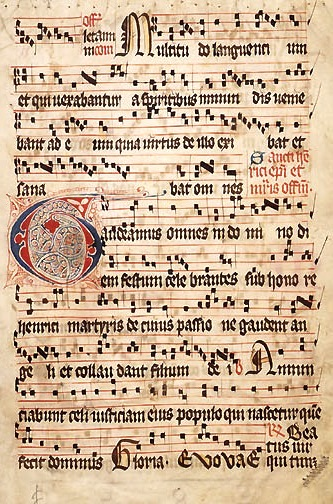
L'Introito Gaudeamus omnes, scritto in notazione quadrata nel XIV - XV secolo

Dal punto di vista teorico, il canto gregoriano si basa su scale che hanno lo stesso nome delle scale greche, cioè modi: dorico, frigio, lidio e misolidio. Questa è la ragione per la quale, inizialmente, si pensò che il canto gregoriano derivasse dalla tradizione greca. In realtà, il fatto che si usassero nomi greci è testimonianza del desiderio dei musicisti e, soprattutto, dei teorici medievali, di rivendicare i propri legami con il mondo classico, proprio nell'ambito dell'atteggiamento, sviluppatosi in epoca carolingia, di recupero del passato, devastato dalle prime invasioni barbariche. Tuttavia, queste scale sono profondamente diverse, prima di tutto perché sono ascendenti, mentre quelle classiche erano discendenti, e poi perché sono modi costruiti su quattro note (finalis) diverse, che sono il re, il mi, il fa e il sol e, quindi, con intervalli diversi.
- Il modo dorico che parte dal re diventa una scala di re,
- Il modo frigio che parte dal mi diventa una scala di mi,
- Il modo lidio che parte dal fa diventa una scala di fa,
- Il modo misolidio che parte dal sol diventa una scala di sol.

Ciascun modo, detto modo fondamentale, ha due note importanti: la finalis (= la nota con la quale inizia e finisce un canto) e la repercussio (= la nota che si ripercuote, che ritorna, che viene ripetuta più volte nel canto, generalmente all'inizio di ogni versetto). La repercussio è posta, di norma, una quinta sopra la finalis. Ogni modo fondamentale ha un modo derivato, che viene chiamato anche "ipomòdo" (ipodorico, ipofrigio…) perché consiste nello spostamento di registro verso il grave, scendendo di una quarta. Quindi, il modo ipodorico si trova una quarta sotto il re, quello ipofrigio ha la repercussio sul la. Tuttavia, nel modo derivato la finalis rimane la stessa, quindi un canto in modo ipodorico comincia e finisce lo stesso con il re: anche se l'ambito melodico si è spostato dal re al re (= modo dorico) o dal la al la (= modo ipodorico), cambia la repercussio, perché nel modo derivato, se la repercussio fosse la quinta sopra la finalis, sarebbe l'ultima nota della scala. Ciò non è funzionale. Così, nel modo derivato, la repercussio è una terza sopra la finalis; nel modo dorico autentico, la repercussio è la quinta di re; nel modo dorico derivato, è il fa (che è terzo di re). Questo sistema fondato su quattro modi fondamentali, non ammette modulazioni: se un canto è in modo dorico, non presenta alterazioni, però presenta l'unica eccezione del si bemolle.
La successione fa-sol sol-la la-si è una quarta eccedente detto anche "tritòno" perché sono tre toni. L'intervallo che si crea fra il fa e il si è dissonante, tant'è vero che questo tritono, questo salto di tre toni, venne chiamato diabolus. In musica, il diabolus non si doveva produrre mai, quindi, quando si veniva dal fa, il si doveva essere "bemollizzato", per produrre quella che oggi chiamiamo "quarta giusta". Perciò, nell'ambito di un canto rigorosamente "diatonico", cioè privo di alterazioni, l'unica alterazione ammessa era quella del si che si introduceva quando si veniva dal fa, per evitare il diabolus. Siccome il si era una nota mobile, cioè poteva essere sia bequadro che bemolle, non poteva essere repercussio, perché quest'ultimo doveva essere una nota fissa di riferimento e, allora, tutte le volte che il si doveva essere repercussio, quest'ultima si spostava al do. Si confronti il modo derivato dell'ipolidio: la repercussio dovrebbe essere la terza di sol e, invece, viene spostata al do; il modo ipofrigio ha la repercussio non sulla terza, ma sulla quarta nota, per analogia con il modo autentico (poiché, nel modo autentico, la repercussio è do, nel modo derivato, per analogia, la repercussio si sposta di una nota).

### Evoluzione del repertorio "gregoriano" dopo il Medioevo
La diffusione delle sequenze e dei tropi, che metteva in discussione il repertorio tradizionale gregoriano, venne rinnegata durante la Controriforma, quando dopo il Concilio di Trento la Chiesa sentì il bisogno di tornare alle origini del canto cristiano. In quell'occasione la Chiesa abolì tutte le sequenze e tutti i tropi, mantenendo solo cinque sequenze all'interno del repertorio:
1. Victimae paschali laudes (Pasqua);
2. Veni Sancte Spiritus (Pentecoste);
3. Lauda Sion (Corpus Domini);
4. Stabat Mater, testo di Jacopone da Todi (Maria Addolorata);
5. Dies irae (Requiem);

Nel 1614 un editore di Roma ottenne dal papa l'autorizzazione a produrre un'edizione di canto gregoriano detta Editio Medicea, un'edizione falsata perché venivano tagliati i melismi e le note venivano allungate. Non si aveva, dunque, un'idea precisa del canto gregoriano. 
Nell'Ottocento una ristampa dell'Editio medicea venne considerata edizione ufficiale della Chiesa cattolica. Nella seconda metà dell'Ottocento, manoscritti in pergamena con l'intero antiphonarium cento in notazione neumatica venne raccolto nell'opera Paleografia musicale, in 19 volumi.
Accanto alle melodie centonizzate vi sono, nell'ambito del repertorio gregoriano, delle melodie originali, che hanno una loro compiuta autonomia.

## Musica e Riforma protestante
Nel campo della Riforma si affermano due programmi musicali in parte divergenti: quello luterano e quello calvinista.

### Musica e luteranesimo
Martin Lutero beneficia di un'ottima educazione musicale e letterario-poetica. Cantore, suonatore di alcuni strumenti, compositore di alcuni brani, ammiratore della polifonia, sarà soprannominato "Orfeo con tonaca e tonsura". Il suo inno "Ein feste Burg ist unser Gott" diventa in qualche modo un emblema della riforma luterana.
I canti spirituali da lui redatti poeticamente tra il 1521 e il 1545 sono 36; ad essi si aggiungono le traduzioni tedesche del Te Deum e di due sezioni delle Litanie dei santi. Nel primo "innario" così formato appaiono diversi inni latini riscritti in tedesco (Veni Creator Spiritus, Veni Redemptor gentium, O lux beata Trinitas, etc.), assieme a preghiere ampliate o parafrasate (come il Padre nostro) e a precedenti canti religiosi, in volgare, arricchiti di nuove strofe.
La forma poetica è quella strofica (eccetto che per il Te Deum e le litanie), senza ritornello (a parte il tradizionale Kyrie eleison di alcuni canti). È una scelta attenta alle esigenze della riforma "popolare".
È importante accennare alla forma musicale di questo primo innario, in quanto si pone, anche sotto questo aspetto, come un paradigma decisivo nei confronti delle realizzazioni successive. Il musicista che attua il progetto di Lutero, collaborando con lui in sintonia di ideali, è Johann Walter. I canti spirituali sono serviti da melodie assai cantabili, non molto estese ma incisive. Il ritmo è misurato, ma non strettamente metrico, per maggiore aderenza al testo. La modalità è una sintesi tra gregoriano e nuovi indirizzi rinascimentali.
Sono esclusi procedimenti responsoriali: Lutero non vuole il solista, per far risaltare meglio la natura comunitaria della lode. Il coro, invece, è ben valorizzato, ed agisce in alternanza con l'assemblea, riproponendo, elaborate armonicamente o contrappuntisticamente (fino a grandiose realizzazioni polifoniche) le stesse melodie comuni.
Anche gli strumenti possono occupare un ruolo notevole: accompagnano, concertano, pre- o post-ludiano. Diverso era stato l'atteggiamento degli Hussiti: il loro radicalismo li aveva portati all'abolizione di queste, che erano considerate carnalità e vuote cerimonie, fino a distruggere gli organi delle chiese. Un atteggiamento simile sarà ripreso da alcuni calvinisti svizzeri.
La posizione "pragmatica" di Lutero affonda le radici in una precisa visione teorica, assai ricca, che si colloca nella linea agostiniana della musica come donum Dei. Ecco, in una esposizione schematica, le principali funzioni che il grande riformatore attribuisce a musica e canto, in numerosissimi e vari testi delle sue opere, imbevute per quanto concerne il tema delle migliori intuizioni e dichiarazioni patristiche: 
- Funzione catartico-psicologica: Con la musica si placano tensioni e passioni, si calmano angosce psichiche e spirituali. La musica è domina et gubernatrix affectuum humanorum (signora e regolatrice degli affetti umani), infatti «sive velis tristes erigere, sive laetos terrere, desperantes animare, superbos frangere, amantes sedare, odientes mitigare, quid invenias efficacius quam ipsam musicam?» («Sia che tu voglia risollevare le persone tristi, ridimensionare quelle contente, incoraggiare i disperati, piegare i superbi, placare gli amanti, mitigare quelli che odiano, che cosa troverai di più efficace della musica stessa?»).
- Funzione pedagogica: La pratica del canto e della musica è fonte di disciplina, fautrice di buone abitudini, specialmente nell'educazione della gioventù. «I corali sono stati composti a quattro voci per una ragione che mi è cara. La gioventù deve essere iniziata alla musica e alle altre arti. Bisogna fornirle un repertorio nobile per distrarla dalle canzoni libertine e carnali; bisogna offrirle un antidoto salutare, bisogna insegnarle il bene nella gioia».
- Funzione kerygmatico-catechetico-teologica: La musica può essere considerata una preziosa ancilla theologiae: i canti sacri illustrano e diffondono sia la Parola di Dio sia le parole della fede. Aiutano a memorizzare i contenuti, ad interiorizzare le risonanze, a prolungare gli affetti. Musica ed Evangelo si coniugano perfettamente, così come musica e lieta testimonianza della Risurrezione di Gesù.
- Funzione unificatrice: Con il suo carattere comunitario, il canto corale forgia e rafforza l'unione tra i suoi esecutori. Anzi, al di sopra delle stesse posizioni confessionalmente distanti o divergenti, il canto permette una specie di ecumenismo.
- Funzioni rituali-cultuali: Canto e musica danno un grande rilievo alle dimensioni fondamentali del culto: per questo motivo si impone l'uso della lingua viva, una lingua che deve essere «quella della madre di casa e dell'uomo comune in strada». Un altro aspetto che viene sottolineato da Lutero è la grande attenzione allo svolgimento dell'anno liturgico, i cui misteri vengono celebrati anche con sottolineature melodiche di grande valore simbolico: è un dato di continuità con la grande esperienza del canto gregoriano.

L'ordinamento cultuale stabilito da Lutero, a parte le accennate preoccupazioni di comprensibilità e di attiva partecipazione da parte del popolo (del quale è affermato il ruolo sacerdotale), non "rivoluzionario", ma si collega assai strettamente con la prassi e le forme tradizionali. La scelta di sottolineare l'aspetto di predicazione proprio della liturgia, e di santa cena della messa, portò Lutero a sperimentare una varietà di soluzioni in materia musicale. La prima esperienza, nella linea di una tradizione già parzialmente affermata, fu quella della messa latina con canti in tedesco (Lutero amò sempre il latino). Arrivò successivamente (1526) ad ammettere la possibilità di una celebrazione popolare tutta in tedesco, nella quale le parti del proprium e dell'ordinarium potevano assumere il volto di inni. Non venne mai imposto a nessuna chiesa locale un ordinamento uniforme: gli adattamenti erano possibili, anche se la Liturgia di Wittenberg, del 1533, fu la più imitata. Non mancò di affermarsi, già ben presto, una liturgia priva di santa Cena, che aveva come parte centrale il sermone. In questo caso veniva meno la preoccupazione dei tradizionali brani della messa, e assumevano un grande ruolo i nuovi inni.
Il "libro dei canti" (Gesangbuch), o "Innario", nel protestantesimo diventa, assieme alla Bibbia, uno strumento tradizionale e un costume ecclesiale e familiare. I repertori crescono con un ritmo impressionante. La fioritura quantitativa non ha paragoni, neanche nel cattolicesimo postVaticano II. La sola edizione di Lipsia del 1657 comprende più di cinquemila canti. Anche presso il protestantesimo si estende il metodo della "contraffattura" dei canti: non tutti sono nati genuinamente per la celebrazione liturgica. Il migliore materiale monodico viene recuperato dagli ambiti profani e parodiato per il servizio divino. Celebri casi furono la melodia di Herzlich thut mich verlangen che viene da una canzone d'amore di Hans Leo Hassler, quella di In dir ist Freude da "L'innamorato" di Giovanni Giacomo Gastoldi, quella di O Welt ich muss dich lassen dall'"Addio a Innsbruck" di Heinrich Isaac.
I musicisti della Riforma di maggior spicco, oltre al già citato Johann Walter, possono essere considerati, per quanto concerne il primo periodo, Ludwig Senfl (morto nel 1543), Paul Hofhaimer (morto nel 1537), Sixt Dietrich (morto nel 1548), e il noto Thomas Müntzer (morto nel 1525: egli compose un ampio repertorio di stile gregoriano in lingua tedesca, che non ebbe fortuna, ma ha un notevole valore), e Arnold von Bruck, Benedictus Ducis, Balthasar Resinarius, Caspar Othmayr, e altri. La parabola stilistica dei musicisti della Riforma va dal contrappunto tardo-gotico (fiammingo) alle attenzioni più espressive e personali legate alla tendenza declamatoria del testo, prima di sapore rinascimentale, poi influenzato dalle nuove poetiche barocche. Si produrranno incessantemente delle raccolte polifoniche con musiche originali (specie mottetti, salmi, cantici), mentre la nuova forma di "canto spirituale" sarà sempre più il corale. È impossibile menzionare tutti i libri di canto succedutisi nelle varie chiese locali: raccolta impressionante, per la sua monumentalità, è quella di Michael Praetorius: intitolata Musae Sioniae, comprendeva 1234 composizioni, elaborate nelle forme più diverse, con magistrale tecnica che Praetorius perfezionerà nell'opera successiva, Polyhymnia Caduceatrix, del 1569. Importanti anche l'opera di Heinrich Schütz, di Johann Crüger, di Johann Hermann Schein, di Samuel Scheidt. Dal punto di vista letterario l'apogeo del corale si realizza con l'opera di Paul Gerhardt (morto nel 1676), mentre musicalmente l'elaborazione più compiuta e più varia sarà quella di Johann Sebastian Bach. Ma la nuova fisionomia dei corali, molto gratificante per le scuole di canto e feconda per gli sviluppi musicali, non sarà tanto popolare quanto la forma originaria. Inoltre, anche nel protestantesimo come nel cattolicesimo, il corso "artistico" della musica tende abbandonare l'unico binario della liturgia per mettersi su una linea parallela ad essa.
I cattolici tedeschi saranno, dal punto di vista musicali, beneficati dal fenomeno avvenuto nel protestantesimo. Intanto, già molti musicisti che collaboravano al canto dei riti riformati erano cattolici (Arnold von Bruck, Lupus Hellinck, Stephan Mahu, Thomas Stoltzer). Ben presto i cattolici elaborarono per loro uso dei cantici protestanti e cominciarono ad imitare gli innari evangelici, con i testi in lingua volgare.

### Musica e calvinismo
La confessione calvinista, secondo gli indirizzi del suo ispiratore, accetta solo il canto intonato dalla assemblea dei fedeli. Calvino non è Lutero: nel culto deve prevalere la simplicitas, una simplex modulatio. Calvino riconosce il valore della musica come donum Dei, ma ne sottolinea anche le ambiguità. L'arte musicale può costituire un pericolo per l'efficace predicazione e meditazione della Parola divina: una Parola da rispettare così com'è, senza ammennicoli. Per quanto concerne i testi, vorrebbe che si eseguissero soltanto canti ispirati da Dio, e pertanto i Salmi. Anche la loro esecuzione deve essere sobria: forma strofica, omofonia, senza uso di strumenti (legati al culto "carnale" proprio dell'Antico Testamento).
In campo extraliturgico, al canto viene riconosciuto un ruolo moralizzatore, ed anche un valore di proclamazione della fede, per esempio in seno alla famiglia, sotto forma di "canzone spirituale".
L'opera musicale fondamentale che nasce dal calvinismo è il Salterio ginevrino, che in seguito sarà ricordato anche con il nome di Salterio ugonotto. La prima città che aveva beneficiato di una traduzione francese di salmi per il canto era stata Strasburgo, durante l'esilio di Calvino da Ginevra (1539). Ma il secondo Salterio (quello di Ginevra del 1542) sarà ben più importante, anche per le melodie di Loys Bourgeois, che collaborò anche alle successive edizioni e aggiunte, fino al completamento dell'opera - con il contributo vario di altri autori -, avvenuta nel 1562. Come letterati, collaborarono con Calvino Clément Marot e Teodoro di Beza. Sulle melodie calviniste lavoreranno con stile proprio i francesi Claude Goudimel (trucidato nella notte di San Bartolomeo), Claude Le Jeune e Clément Janequin.
I presupposti teorici di Calvino, evidentemente, non erano riusciti a frenare il movimento polifonico e l'elaborazione artistica, benché sempre rispettosa di uno stile ecclesiastico assai compassato (con regime sillabico della melodia fondamentale e robusta andatura ritmica).
L'uso, specialmente domestico, di tale repertorio, fu molto diffuso. La melodia originaria, che a volte riprendeva modulazioni gregoriane o popolari già diffuse, venne collocata dapprima in posizione di tenore, per passare poi alla voce del soprano. I salmi ugonotti divennero una vera e propria bandiera confessionale e si diffusero, con traduzioni, nelle rispettive lingue o dialetti, in ogni parte d'Europa: Paesi Bassi, Inghilterra, Scozia, Ungheria, Italia, Svizzera, anche in comunità molto piccole ma combattive, come la Chiesa evangelica valdese. Nella seconda metà del XX secolo avvenne una riscoperta di parecchie melodie calviniste che, con testi rifatti, entrarono anche nella liturgia cattolica (Noi canteremo gloria a te, Lodate Dio, etc.).

### Il canto nel Movimento del risveglio evangelico
Tra l'inizio del XVIII secolo e la fine del XIX si identificano nel mondo protestante, soprattutto nordamericano, delle "ondate" di risveglio religioso, caratterizzate da intense campagne di predicazione, forte risveglio dell'interesse verso la religione, aumento delle conversioni e del numero dei membri di Chiesa, intense esperienze religiose a livello personale, e nascita di nuovi movimenti religiosi o denominazioni ecclesiali.
In questo contesto si producono molti inni che sottolineano il rapporto personale del credente con Dio, la certezza della redenzione e il rinnovamento della propria vita. Soprattutto tra 1850 e 1920 si compongono molti inni di questo tipo, che vengono diffusi soprattutto in ambito metodista, battista o nei nuovi movimenti caratterizzati da un marcato fondamentalismo nella lettura della Bibbia.
In grande maggioranza, il repertorio di canti liturgici tuttora in uso nelle cosiddette "Chiese protestanti storiche" è composto da inni provenienti dalle tradizioni luterana e calvinista, accanto ad inni composti proprio in questo periodo del "Risveglio" (o del Revivalismo) della fine del XIX secolo.

## La musica da chiesa in ambito cattolico durante l'epoca barocca
Dal mandato del Concilio di Trento erano venuti, uno dopo l'altro, i libri liturgici "ufficiali".
Il programma di rimuovere dalla musica liturgica tutto ciò che poteva suonare come "lascivo o impuro" era assai generico; né faceva i conti con il cambiamento musicale che stava per affermarsi, oltre l'esperienza polifonica. Questo programma, poi, non avrebbe trovato un equilibrio con le contraddittorie esigenze della Controriforma, in cui si voleva affermare ed esaltare la superiorità dei riti cattolico-romani.
Di fatto, rimossi tropi e sequenze, si nota l'imperversare, nei riti, di testi di comodo, tratti dalla Bibbia ma genericamente adottati per i più svariati contesti rituali, magari a partire da qualche assonanza di temi o addirittura di singole parole. Contestualmente, nascono quei "sacri concerti" che entrano a supplire le antifone del proprium della messa o ad abbellire altre parti dell'ufficiatura. La musica acquista così un potere sempre maggiore nella liturgia: non vi si rinuncia mai, se non quando è proprio impossibile. Le cosiddette "messe basse" in realtà sono spesso un trionfo di suoni: si chiamano "basse" (o "lette") per sola convenzione giuridica, in quanto il prete non canta, e il coro non esegue nemmeno le parti dell'ordinarium. E tuttavia, dall'inizio alla fine, dei mottetti (due o tre al massimo) possono occupare tutto lo spazio del rito, giustapponendosi alle formule recitate dal prete e alle preghiere, dette a voce impercettibile, dei fedeli. Il celebrante ha l'obbligo di pronunciare tutte le parti prescritte: per il resto si dà spazio al canto e alla musica, che sono ormai soltanto "decoro", ingrediente emotivo o ostentazione estetica. La produzione dei concerti vocali (solistici o a più voci) e delle sonate da chiesa è copiosissima: si tenga presente che la maggior parte di tale repertorio giace, mai trascritto, negli archivi musicali.
Per un'esecuzione sempre più "stupefacente" nasceranno appositi trattati destinati ai vocalisti e agli strumentisti, in particolare per insegnare le tecniche degli abbellimenti.
Continua intanto la produzione di ordinarium missae: alcuni si rifanno, stilisticamente, alla polifonia più rigorosa; altri ingigantiscono il tessuto polifonico, fino a prevedere doppi o tripli cori; altri ancora accolgono i nuovi modi di scrittura musicale introducendo il basso continuo, frasi strumentali, passaggi solistici, duetti e terzetti vocali, movimenti omofonici: il tutto concorre a vivacizzare i brani e, almeno in qualche segmento, a "interpretare" il testo. Ma la scomposizione-ricomposizione dei testi liturgici operata dai musicisti risponde a canoni estetici, piuttosto che a criteri di fedeltà alla liturgia. Si moltiplicano così le messe musicali che si prestano ad effetti grandiosi o particolari: tali sono i Requiem (che comprendono il proprium con la sequenza sopravvissuta, il Dies irae), o le messe pastorali per il Natale, caratterizzate da ritmi, timbri, motivi melodici, ben noti.
Qualcosa di analogo avviene per la messa in musica dei salmi e dei cantici. Una quindicina di questi, praticati nei Vespri delle feste del Signore, della Madonna o dei Santi, e nelle ufficiature funebri, sono ininterrottamente musicati, anche più volte, dai diversi maestri di cappella. La nuova forma dei salmi dà loro il volto di cantate su testo biblico: un misto di cori, passaggi sillabici, falso bordone, arie. Anche gli inni assomigliano a cantate corali o solistiche.
Si afferma anche la pratica dell'alternatim con l'organo o altri organici strumentali. Essa è addirittura codificata nel Caeremoniale Episcoporum del 1600. Messe, inni, cantici, vengono eseguiti frammentariamente; un punto, un versetto, una strofa, sono eseguiti dal coro: quello successivo viene omesso (sebbene il prete lo reciti sottovoce) per dare spazio all'intervento strumentale. Vengono composti molti repertori organistici per dare un'alternanza pertinente in ogni tipo di celebrazione in cui si usi il canto gregoriano. In alcune località l'organo cede il posto ad un trio strumentale o ad un altro organico (tipica, per esempio, di Milano era la sostituzione dell'organo con il violoncello in Quaresima). In ogni chiesa ci si attrezza per avere un organo a canne, a volte anche più di uno. Inoltre appaiono balconate per i cori e le orchestre. Nascono così le sonate da chiesa, che gradatamente sostituiscono anche le parti del proprium: si scrivono concerti per l'"elevazione", sinfonie per la Comunione, e così via.
Si sviluppa anche un consistente repertorio devozionale: musiche per le Quarantore, per i Presepi, per le cerimonie della Passione, per i Sepolcri, per i riti civili coronati dal solenne Te Deum. Mediante l'uso di laudi, inserite in un contesto narrativo drammatico, nasce un nuovo tipo di sacra rappresentazione, il cui migliore esempio conservato è la Rappresentazione di anima e corpo di Emilio de' Cavalieri.
Si afferma la forma musicale dell'oratorio: una solenne "orazione", cioè una predica in musica. Dapprima, in ambiti più elitari, l'oratorio si svolge in lingua latina: i temi sono tratti dalla Bibbia, narrata e commentata, tanto che vi è un narratore che tesse la trama dell'evento e innesca l'intervento dei protagonisti. Una risonanza assai maggiore avrà l'oratorio in lingua viva, su temi biblici o agiografici: scompare il narratore e si avranno delle composizioni non molto differenti dal teatro, benché senza scene. Tali oratori, infatti, diventavano anche dei surrogati dell'opera lirica nei tempi dell'anno in cui la disciplina ecclesiastica vietava gli speccatoli.
La cantata sacra è un altro genere di bel canto edificante, a una o più voci. Si usa per trattenimenti devoti in ambito principesco o monastico, o in altre occasioni religiosi di varia natura. Vi sono cantate che hanno intento di predicazione morale, o di insegnamento dottrinale. Non bisogna confondere questo genere, soprattutto italiano, con le cantate luterane, che in Germania si svolgono come vere e proprie liturgie.
Gli interventi disciplinari per correggere o risanare gli aspetti più liturgicamente fuorvianti della situazione sono numerosi, soprattutto a Roma. Proprio perché sono ben poco ascoltati, si ripetono a breve scadenza. Tra gli interventi papali spiccano i testi di papa Alessandro VII (1657), Innocenzo XI (1678), Innocenzo XII (1692). Non mancano denunce, provvedimenti, sanzioni, condanne, in relazione al comportamento o alla condotta morale dei cantori e dei musici. Inoltre si aggiornano o si stabiliscono statuti per le scholae cantorum, che si cercano di inquadrare sempre più in un'immagine ecclesiastica (significativo è il fatto che si impone un abito clericale ai cantori, in modo che - pur essendo laici - almeno esteriormente appaiano come chierici).
Sarebbe impossibile elencare qui tutti gli autori di musica sacra di questo periodo: si ricordino almeno Claudio Monteverdi, Girolamo Frescobaldi, Giacomo Carissimi, Marc-Antoine Charpentier, Heinrich Schütz, Henry Purcell.